# Juliusz Alfred Drapella
Juliusz Alfred Drapella, poljski general, * 1886, † 1946.